# Staroperský kalendář
Staroperský kalendář byl užíván v Achaimenovské říši a stejně jako babylónský byl lunisolární a zahrnoval 360 dní sdružených do dvanácti měsíců, jehož nepřenosti byli vyrovnávány nějakou formou interkalace.
Měsíce byli následující:
| Pořadí | Zhruba odpovídající měsíc juliánského kalendáře | Staropersky | Elamský zápis | Význam                                       | Zhruba odpovídající babylónský měsíc |
| 1      | Březen–Duben                                    | Ádukanaiša  | Hadukannaš    | neznámý                                      | Nísannu                              |
| 2      | Duben–Květen                                    | Thúraváhara | Turmar        | snad „(měsíc) silného jara“                  | Ajjáru                               |
| 3      | Květen–Červen                                   | Tháigraciš  | Sákurriziš    | „měsíc sběru česneku“                        | Símannu                              |
| 4      | Červen–Červenec                                 | Garmapada   | Karmabataš    | „(měsíc) horka“                              | Du'úzu                               |
| 5      | Červenec–Srpen                                  | –           | Turnabaziš    | –                                            | Ábu                                  |
| 6      | Srpen–Září                                      | –           | Karbašijaš    | –                                            | Ulúlú                                |
| 7      | Září–Říjen                                      | Bágajádiš   | Bakejatiš     | „(měsíc) uctívání boha“ (snad myšlen Mithra) | Tašrítu                              |
| 8      | Říjen–Listopad                                  | *Vrkazana   | Markašanaš    | „(měsíc) zabíjení vlků“                      | Arahsamna                            |
| 9      | Listopad–Prosinec                               | Áčijádija   | Hašijatiš     | „(měsíc) uctívání ohně“                      | Kisilímu                             |
| 10     | Prosinec–Leden                                  | Anámaka     | Hanamakaš     | snad „měsíc bezejmenného boha“               | Tebétu                               |
| 11     | Leden–Únor                                      | *Thvajauvá  | Samijamaš     | „strašný“                                    | Šabátu                               |
| 12     | Únor–Březen                                     | Vijach(a)na | Mjakannaš     | „(měsíc) kopání“                             | Addáru                               |

Staroperské názvy máme dochovány pouze u osmi měsíců. V případě měsíců *Vrkazana a *Thvajauvá jde pouze o rekonstruovaná jména na základě elamského zápisu, u zbylých dvou neexistují ani pravděpodobné rekonstrukce.
Ve své původní podobě byl užíván minimálně do roku 459 př. n. l. Následně bylo po vzoru egyptského kalendáře přidáno pět epagomenálních dní a snad také došlo k ovlivněním náboženským kalendářem avestánským. Tento systém byl pak užíván ještě za vlády Seleukovců. V té podobě začínal měsícem věnovaným fravašiům a dále pak měsíce spojené se jménem Ahura Mazdy, šesti Ameša Spentů a jazatů Mithry, Tištrji, Ábán „Vod“ a Átára „Ohně“.